# 羅梅拉爾

羅梅拉爾（西班牙語：Romeral），是智利的城鎮，位於該國中部馬烏萊大區的庫里科省，面積1,597.1平方公里，海拔高度174米，2012年人口14,203人，人口密度每平方公里8.9人。
34°56′S 71°19′W / 34.933°S 71.317°W